# Municipio de Madison (condado de Clark, Ohio)
El municipio de Madison (en inglés: Madison Township) es un municipio ubicado en el condado de Clark en el estado estadounidense de Ohio. En el año 2010 tenía una población de 2543 habitantes y una densidad poblacional de 23,88 personas por km².

## Geografía
El municipio de Madison se encuentra ubicado en las coordenadas 39°48′45″N 83°38′26″O / 39.81250, -83.64056. Según la Oficina del Censo de los Estados Unidos, el municipio tiene una superficie total de 106.47 km², de la cual 106,39 km² corresponden a tierra firme y (0,07 %) 0,08 km² es agua.

## Demografía
Según el censo de 2010, había 2543 personas residiendo en el municipio de Madison. La densidad de población era de 23,88 hab./km². De los 2543 habitantes, el municipio de Madison estaba compuesto por el 97,8 % blancos, el 0,43 % eran afroamericanos, el 0,04 % eran amerindios, el 0,12 % eran asiáticos, el 0,28 % eran de otras razas y el 1,34 % eran de una mezcla de razas. Del total de la población el 0,67 % eran hispanos o latinos de cualquier raza.